# 利比亚总统委员会主席
总统委员会主席（阿拉伯语：المجلس الرئاسي），是利比亚国的国家元首的职称。2016年《利比亚政治协议》签署以后，正式取代利比亚国民代表大会主席担任国家元首；2021年3月以前總統委員會主席也是利比亞的政府首腦。现任總統委員會主席为穆罕默德·門菲。

## 列表
|                                                                                    | 届次 | 姓名                           | 肖像 | 生卒年     | 就职期间      | 卸任时间     | 在任年份 | 政党   |  |
|                                                                                    | 1    | 法耶茲·薩拉傑 فائز السراج      |      | 1960年生人 | 2016年3月12日 | 2021年2月5日 | 4岁350天 | 无党籍 |  |
| 首任总统委员会主席。同时担任民族团结政府（ GNA）总理。受到国际承认，常驻的黎波里。 | 1    | 法耶茲·薩拉傑 فائز السراج      |      | 1960年生人 |               |              |          |        |  |
|                                                                                    | 2    | 穆罕默德·門菲 محمد يونس المنفي |      | 1976年生人 | 2021年2月5日  | 現任         | 4岁125天 | 无党籍 |  |
| 现任总统委员会主席。国际公认，总统委员会驻的黎波里。                               | 2    | 穆罕默德·門菲 محمد يونس المنفي |      | 1976年生人 |               |              |          |        |  |